# Praia das Areias Brancas
A praia das Areias Brancas é um balneário fluvial, às margens do rio Santa Maria, no município de Rosário do Sul. Com 3 km de extensão, o balneário recebeu esse nome por sua areia fina e branca, sendo considerado "a mais bela praia fluvial do estado".

## Infraestrutura
Em sua orla, há diversos estabelecimentos comerciais, uma praça para crianças e um camping, que atendem aos turistas no verão. Desde janeiro de 2018, o balneário conta com uma cadeira de rodas especial para que pessoas com deficiência possam se banhar no rio, a primeira instalação do tipo em praias fluviais. A praça para crianças também é adaptada às necessidades de cadeirantes.
Em janeiro de 2021, tiveram início obras de reforma e ampliação da infraestrutura local. Com verbas oriundas de emenda parlamentar do deputado federal Onyx Lorenzoni, o projeto prevê alargamento do passeio público, manutenção do palco de eventos, ampliação da iluminação, uma nova pista de skate e uma rampa de acesso náutico. O empreendimento sofreu críticas da população local devido ao corte de árvores, previsto no projeto e compensado pelo plantio de cerca de 75 novos espécimes.

## Impactos ambientais
Em 2011, um levantamento realizado na pós-graduação em educação ambiental da Universidade Federal de Santa Maria indicou que o nível de contaminação da água do balneário é baixo. Apesar disso, ocasionalmente há relatórios da Fepam de que a água tornou-se imprópria para banho.
Em 2021 e 2022, foram feitas denúncias de acúmulo de lixo na praia das Areias Brancas. No segundo caso, a maior quantidade de inservíveis seria consequência de uma barricada feita pela população ribeirinha para se proteger da enchente de três anos antes.

## Eventos
Na Semana Santa, é realizado no balneário o concurso municipal de pandorgas, com prêmios para a maior, a menor e a mais criativa, além de uma categoria para estudantes. Em 2017, o balneário foi sede do Torneio Sul Brasileiro de Futevôlei. Em 2023, foi realizado o 47º concurso de beleza "Rainha da Praia das Areias Brancas".